# 441
Évszázadok: 4. század – 5. század – 6. század
Évtizedek: 390-es évek – 400-as évek – 410-es évek – 420-as évek – 430-as évek – 440-es évek – 450-es évek – 460-as évek – 470-es évek – 480-as évek – 490-es évek
Évek: 436 – 437 – 438 – 439 –  440 – 441 – 442 – 443 – 444 – 445 – 446

## Események
- Taurus Seleucus Cyrust (társ nélkül) választják consulnak.
- II. Theodosius keletrómai császár hadsereget gyűjt az Észak-Afrikát elfoglaló vandálok ellen. Nagy flottája azonban csak Szicíliáig jut, mert Geiseric vandál király béketárgyalásokat kezdeményez.
- A hunok átkelnek a Dunán, betörnek Moesiába és elpusztítják Viminaciumot és Singidunumot (ma Belgrád).
- II. Theodosius megszünteti a Perzsiának juttatott támogatást, amivel a hunok elleni védekezést segítette. II. Jazdagird király (aki ezt a pénzt adónak fogta fel) hadat üzen Konstantinápolynak és betör Örményországba, de a konfliktust még ebben az évben diplomáciai úton rendezik és mindkét fél kötelezi magát, hogy nem építenek újabb erődöket a mezopotámiai határvidéken.
- Rechila, a hispániai szvébek királya elfoglalja Baetica provincia fővárosát, Hispalist (ma Sevilla).[1]

## Halálozások
- Hermeric, szvéb király

## Fordítás
- Ez a szócikk részben vagy egészben  a(z)   441 című francia Wikipédia-szócikk ezen változatának fordításán alapul.  Az eredeti cikk szerkesztőit annak laptörténete sorolja fel. Ez a jelzés csupán a megfogalmazás eredetét és a szerzői jogokat jelzi, nem szolgál a cikkben szereplő információk forrásmegjelöléseként.